# Cohors I Cantabrorum
La Cohors I Cantabrorum fue una unidad de infantería auxiliar del ejército romano del tipo Cohors quinquagenaria peditata.

## Historia
Fue reclutada en la provincia Hispania Citerior Tarraconensis de entre los cantabri, uno de los pueblos prerromanos de Hispania que más ferozmente se habían opuesto a la conquista romana, especialmente durante las guerras cántabras de Augusto. 
La fecha de reclutamiento es desconocida, pero posiblemente se realizó bajo el imperio de Nerón, con ocasión de las campañas orientales de Cneo Domicio Corbulón, para substituir a las tropas que se enviaron a Oriente desde el limes del Danubio.
La unidad fue acantonada, en época de Vespasiano, en la base de Ad Aquas (Prahovo, Serbia) en la provincia Moesia. Así aparece atestiguada en el Diploma militaris CIL XVI, 22 de 7 de febrero de 78.
Conocemos solamente el nombre de uno de sus Praefecti, M. Clodius Ma(ternus?) (Ins. Ital. X, II, 737), natural de Brixia (Brescia, Italia), y de uno de sus soldados, Crispus (Situla 19, 463).
La unidad debió participar en las operaciones previas a la guerra dacia de Domiciano, resultando tan dañada, que los escasos supervivientes fueron integrados en otra unidad, posiblemente la Cohors II Cantabrorum enviada a Judea.